# 2004 KB19
2004 KB19, também escrito como 2004 KB19, é um objeto transnetuniano que está localizado no Cinturão de Kuiper, uma região do Sistema Solar. Este corpo celeste é classificado como um plutino, pois, o mesmo está em uma ressonância orbital de 2:3 com o planeta Netuno. Ele possui uma magnitude absoluta de 7,4 e tem um diâmetro estimado com 146 km.

## Descoberta
2004 KB19 foi descoberto no dia 24 de maio de 2004 pelo Canada-France Ecliptic Plane Survey.

## Órbita
A órbita de 2004 KB19 tem uma excentricidade de 0,218 e possui um semieixo maior de 39,578 UA. O seu periélio leva o mesmo a uma distância de 30,967 UA em relação ao Sol e seu afélio a 48,189 UA.